# Qalacıq (İsmayıllı)
Qalacıq è un comune dell'Azerbaigian situato nel distretto di İsmayıllı. Conta una popolazione di 1 752 abitanti.